# Будённовское (Казахстан)
Будённовское (каз. Будённовское) — исчезнувшее село в Кербулакском районе Жетысуской области Казахстана.

## География
Располагалось на правом берегу реки Коксу, в 14 км к западу от села Коксу.

## История
Населённый пункт возник в 1882 г. под названием Царицынский, как выселок станицы Коксуйской. В 1913 г. выселок состоял из 41 дворова. Упразднено в 1984 или 1985 гг., так как в справочнике «Казахская ССР. Административно-территориальное деление на 1-е января 1986 г.» населённый пункт с таким название уже не значится.

## Население
На карте 1983 г. в селе значатся 10 человек.